# Dan Lewis
Daniel Lewis (ur. 3 kwietnia 1976 w Oakville, prowincja Ontario) – kanadyjski siatkarz, reprezentant kraju, grający na pozycji libero. Były zawodnik polskich klubów ZAKSY Kędzierzyn-Koźle, PGE Skry Bełchatów oraz BBTS-u Bielsko-Biała.

## Życiorys
W czasach szkolnych Dan Lewis uprawiał różne sporty, jednym z nich była właśnie siatkówka. W wieku 14 lat otrzymał propozycję do gry w klubie. Jako dziecko nie wiązał swojej przyszłości z piłką siatkową – chciał uprawiać futbol amerykański.
Zadebiutował w reprezentacji Kanady w 2006 roku na mistrzostwach świata. W barwach Kanady wystąpił 224 razy. Ukończył ekonomię na University of Manitoba. Od 2025 jest trenerem reprezentacji Kanady.

## Jako zawodnik

### Sukcesy klubowe
| Klub                   | Osiągnięcie                     | Trofeum        | Sezon/Rok                                  |
| Skra Bełchatów         | Puchar Polski                   | złoto          | 2006/2007                                  |
| Skra Bełchatów         | Mistrzostwo Polski              | złoto          | 2006/2007, 2007/2008                       |
| Skra Bełchatów         | Liga Mistrzów                   | brąz           | 2007/2008                                  |
| ACH Volley Bled        | Puchar Słowenii                 | złoto          | 2010, 2011/2012, 2012/2013                 |
| ACH Volley Bled        | Liga Środkowoeuropejska - MEVZA | złoto · srebro | 2009/2010, 2010/2011, 2012/2013 2011/2012  |
| ACH Volley Bled        | Mistrzostwo Słowenii            | złoto          | 2009/2010, 2010/2011, 2011/2012, 2012/2013 |
| ZAKSA Kędzierzyn-Koźle | Puchar Polski                   | złoto          | 2013/2014                                  |

### Sukcesy reprezentacyjne
Mistrzostwa Ameryki Północnej, Środkowej i Karaibów:
- 2015
- 2001, 2011

Igrzyska Panamerykańskie:
- 2015

### Nagrody indywidualne
- 1996: Najlepszy gracz i odkrycie uniwersyteckich Mistrzostw Kanady
- 2010: Najlepszy libero Pucharu Słowenii
- 2010: Najlepszy przyjmujący turnieju finałowego Ligi Mistrzów

## Jako trener

### Sukcesy reprezentacyjne
Puchar Panamerykański:
- 2023[3]
- 2022[4]